# Anton Kabanen
Anton Kabanen (* 11. srpna 1987 Finsko) je finský kytarista a zakladatel hudebních skupin Battle Beast a Beast in Black. Z první jmenované byl po sedmi letech od jejího založení v roce 2015 vyhozen, protože údajně nepustil ostatní členy ke skládání písní. Kabanen následně založil další skupinu Beast in Black, se kterou podle vlastních slov hodlá hudebně pokračovat ve stylu Battle Beast.